# Gli anni d'oro (Jake La Furia)
Gli anni d'oro è un singolo del rapper italiano Jake La Furia, pubblicato il 4 ottobre 2013 come secondo estratto dal primo album in studio Musica commerciale.

## Descrizione
Decima traccia di Musica commerciale, Gli anni d'oro è un omaggio al brano Gli anni degli 883, ma rivisitato dal rapper in chiave autobiografica.

## Video musicale
Il videoclip, diretto da Fabio Berton, è stato pubblicato il 15 ottobre 2013 sul canale YouTube di Jake La Furia.

## Tracce
1. Gli anni d'oro – 3:21

## Classifiche
| Classifica (2013) | Posizione massima |
| ----------------- | ----------------- |
| Italia            | 13                |